# جيرمانو بويتشر سوبرينيو
جيرمانو بويتشر سوبرينيو (بالبرتغالية: Germano Boettcher Sobrinho‏) الشهير باسم جيرمانو (14 مارس 1911 - 9 يونيو 1977) لاعب كرة قدم برازيلي راحل كان يجيد اللعب في خط حراسة المرمى.
لعب طوال مسيرته الرياضية في أندية بوتافوغو (1928-1935).
شارك مع منتخب البرازيل في بطولة كأس العالم 1934 في إيطاليا حيث خرج من الدور الثمن النهائي.

## وصلات خارجية
- جيرمانو بويتشر سوبرينيو على موقع Soccerway.com (الإنجليزية)

- سيرة ذاتية